# Marcelino (cônsul em 275)
Aurélio Marcelino (em latim: Aurelius Marcellinus) foi oficial romano do século III, ativo durante o reinado dos imperadores Galiano (r. 253–268) e Aureliano (r. 270–275).

## Vida
Em 265, na posição de homem perfeitíssimo, é feito duque ducenário de Verona. Em 272, foi deixado no comando da fronteira oriental por Aureliano após sua primeira campanha contra o Império de Palmira. Apseu sugeriu que ele se tornasse imperador, mas ele fingiu por algum tempo e então informou Aureliano, que voltou e saqueou Palmira. Seu título não foi informado, mas talvez Marcelino fosse prefeito da Mesopotâmia (praefectus Mesopotamiae rectorque Orientis). Em 275, tornou-se cônsul posterior com Aureliano.